# Taphiassa globosa
Espèce
Taphiassa globosa est une espèce d'araignées aranéomorphes de la famille des Anapidae.

## Distribution
Cette espèce est endémique d'Australie-Occidentale. Elle se rencontre de Pemberton au parc national du cap Le Grand.

## Description
Le mâle holotype mesure 1,03 mm et la femelle paratype 1,25 mm.

## Publication originale
- Rix & Harvey, 2010 : The spider family Micropholcommatidae (Arachnida, Araneae, Araneoidea): a relimitation and revision at the generic level. ZooKeys, vol. 36, p. 1-321 (texte intégral).